# Насау-Диленбург
Насау-Диленбург (на немски: Nassau-Dillenburg) е територия на Свещената Римска империя и линия на фамилията Дом Насау. Територията е имперско графство и графовете от 1654 г. са в съсловието на имперските князе. Столици са градовете Зиген и Диленбург.

## История
След 1255 г. Графство Насау се разделя на така наречените „Валрамска“ и „Отонска“ линии между синовете на граф Хайнрих II от Насау. Основател на Отонската линия е Ото I († 1289/1290), който получава северните части на Насау с градовете Зиген, Диленбург, Херборн и Хайгер. Неговият син Йохан († 1328) получава при братската подялба през 1303 г. Насау-Диленбург.
През 1559 г. става разделянето между „Насау-Диленбург“ и „Насау-Орания“. През 1561 г. Насау-Байлщайн влиза в Насау-Диленбург. През 1601 или 1607 г. графството се разделя на пет графства: Насау-Диленбург, Насау-Хадамар, Насау-Байлщайн, Насау-Зиген и Насау-Диц.
Насау-Диленбург има площ от 240 км² (18 век) и ок. 50 000 жители (началото на 17 век). През 1739 г. Насау-Диленбург отива към Насау-Диц.